# Evangelische Orientierung
Die Evangelische Orientierung (EvO) ist die Mitgliederzeitschrift des Evangelischen Bundes.
Sie entstand 2000 aus dem Vorgängerblatt Beiträge zur evangelischen Orientierung und setzt die Reihe der Mitgliederblätter des Evangelischen Bundes seit 1887 fort. Die EvO hat eine Auflage von 5.700 Exemplaren. Sie erscheint im Verlag der Hauptgeschäftsstelle des Evangelischen Bundes Bensheim. Verantwortlich im Sinne des Presserechts ist Harald Lamprecht.